# Paul Gavarni
Paul Gavarni, pseudonimo di Guillaume Sulpice Chevalier (Parigi, 1804 – 1866), è stato un disegnatore e pittore francese.

## Biografia
Evidenziò sin da giovane un'ottima predisposizione e talento per il disegno.
Ben presto si avvicinò alla litografia con il preciso intento di portare qualche novità nell'uso dei prodotti chimici. Riuscì nel suo scopo e nel 1824 le sue innovazioni incuriosirono l'editore Blaisot, che gli propose di realizzare una serie di vignette. Con la paga ottenuta si trasferì nei Pirenei dove si fermò fino al 1828 e assunse lo pseudonimo Gavarni, il cui nome derivò da una catena montuosa pirenaica. Nel 1827 realizzò, per suggellare la sua trasferta, la raccolta di disegni Costumi dei Pirenei.
Una volta rientrato a Parigi, frequentò il mondo elegante e strinse amicizia con Balzac e Sue, mostrando comportamenti dandy piuttosto stravaganti.
Dal 1830 si impegnò nella creazione di figurini di moda per la rivista La Mode, che riscossero un grande successo anche perché perfettamente in linea con i gusti contemporanei. Per questo lavoro prese spunto dai costumi vigenti alla corte di Francesco I e di Margherita di Navarra.
In questo periodo Gavarni continuò le sue ricerche nel campo della litografia e andò formando quello spirito indagatore che sarebbe diventato in seguito la fonte di ispirazione per le sue vignette incentrate sulla vita quotidiana.
Nel 1832 uscì una prima raccolta delle sue opere, comprendente le serie Physionomies de la population de Paris e Travestissements. Grazie alle numerose pubblicazioni sulla popolarissima rivista La Mode e l'apprezzamento di molti intellettuali e scrittori come Balzac, il successo riscontrato da Gavarni fu enorme non solo in patria ma anche in Inghilterra.
Gavarni volle approfittare di questa situazione e si gettò in una iniziativa editoriale in proprio, con il Journal des Gens du Monde, che però si risolse con un fallimento e con il conseguente suo arresto e condanna ad un anno di reclusione (1835).
Questa drammatica esperienza, assieme al contatto con il mondo degli usurai, gli ispirò una nuova serie di illustrazioni, fortemente critica nei confronti del mondo degli uomini d'affari, pubblicata su Charivari e intitolata Fourberies des femmes en matière de sentiments (1837).
Successivamente produsse due pregiate e acute serie di illustrazioni, intitolate Fourberies de femmes en matière de sentiment (1837) e Boite aux lettres (1838), nelle quali miscelò la sua vena dandy con quella satirica.
La stessa tendenza stilistica e contenutistica furono evidenziate nei Carnaval, nelle Lorettes (1841) e soprattutto nelle Les Enfants terrible.
In questo periodo i suoi lavori si impreziosirono grazie alla trovata di sfumature realizzate con sfregature a tappo di sughero, e da ombre mosse da colpi di raschietto.
Due avvenimenti importanti, come la morte della madre e il suo matrimonio, cambiarono le sue tendenze artistiche, che si avvalsero di un nuovo spirito di indagine introspettiva.  In quegli anni uscì, tra gli altri, Etudiants à Paris (1847).
Dato che la Parigi spensierata dell'epoca mostrò di non capire adeguatamente questa sua conversione artistica, Gavarni decise di trasferirsi a Londra nel 1847, frequentando lungamente i bassifondi ed effettuando schizzi riguardanti i senza casa con uno stile espressionistico.
Tornato in Francia nel 1851, si rimise a lavorare nella litografia per conto del giornale Paris  e ispirandosi alla vita dei bassifondi osservata direttamente di persona, pubblicò sempre sul Paris la serie Masques et Visages.
Ma in quegli anni,  l'artista si fece travolgere dalla disperazione e dal risentimento, evidenziati pienamente nella serie Thomas Vireloque, incentrata sull'epopea di uno straccione.
Nel 1860 abbandonò il disegno e si dedicò a matematica e meccanica, che da sempre lo avevano appassionato, complice una mentalità geniale.
Morì nel 1866 e venne sepolto nel Cimitero d'Auteuil.
Ci ha lasciato quasi 3000 litografie e 2000 incisioni all'acquaforte oltre ai disegni e agli acquarelli.